# Бронхиолит
Бронхиолитът (на латински: Bronchiolitis) е възпаление на най-малките бронхи и терминалните бронхиоли, водещо до обструкцията им.

## Честота и разпространение
Най-често боледуват деца под 2-годишна възраст предимно през зимните месеци.

## Етиология
Заболяването е почти изцяло с инфекциозна основа. На първо място се причинява от респираторни вируси, като в над половината случаи от респираторно синцитиалния вирус (RSV). След него най-чести са H. influenzae, аденовируси, риновируси, грипни и парагрипни вируси. Бактериалните бронхиолити са по-редки, причинени обикновено от Mycoplasma pneumoniae (некротизиращ бронхиолит), Chlamydia trachomatis и др.

## Патогенеза
Възпалителния процес води до некроза и десквамация (олющване) на епитела на дихателните пътища с деструкция на цилиите. Неутрофили и лимфоидни клетки инфилтрират лигавицата и настъпва оток, който причинява пълно или частично запушване на бронхиолите. Така в едни участъци се оформят ателектази (участъци без въздух), а в други емфизем. Силното затрудняване на дишането води до развитието на дихателна недостатъчност и хипоксемия и хиперкапния. Хипоксемията води до повишаване на налягането в системата на белодробното кръвообръщение, нарушаващо хемодинамиката – допълнително утежняване на състоянието.

## Симптоми
Температурата първоначално е ниска, но се увеличава с влошаване на състоянието (често до 390 С), има изразен задух, учестено повърхностно дишане, бледост, цианоза по лицето и крайниците.

## Диагноза
Поставя се въз основа на симптомите, рентгенова снимка на гръден кош, промените в кръвните изследвания (левкоцитоза, ниско парциално налягане на кислорода и повишено на въглеродния диоксид, промени в киселинноста), вирусологично изследване.

### Диференциална диагноза
Прави се с пневмония (интерстициалната често се съчетава с бронхиолита), астма, наличие на чуждо тяло, отравяне със салицилати, вродени сърдечни пороци.

## Лечение
Провежда се в болница. Лечението в повечето случаи е симптоматично, антипиретици, аналгетици, муколитици, кислород, бронходилататори, кортикостероиди, противовирусни или антибактериални средства в зависимост от причинителя. Средния период на лечението е 7 – 10 дни.

## Усложнения
Пристъпи на бронхиална астма, облитериращ бронхиолит.